# اتاری، خانیوال
اتاری (به انگلیسی: Atari) یک منطقهٔ مسکونی در پاکستان است که در ناحیه خانیوال واقع شده‌است. اتاری ۲۵۲ متر بالاتر از سطح دریا واقع شده‌است.